# Corethrella badia
Corethrella badia är en tvåvingeart som beskrevs av Art Borkent 2008. Corethrella badia ingår i släktet Corethrella och familjen Corethrellidae. Inga underarter finns listade i Catalogue of Life.